# Västra Hoby socken
Västra Hoby socken i Skåne ingick i Torna härad, uppgick 1967 i Lunds stad och området ingår sedan 1971 en del av Lunds kommun, från 2016 inom Torns distrikt.
Socknens areal är 7,83 kvadratkilometer varav 7,78 land. År 1954 fanns här 260 invånare.  Kyrkbyn Västra Hoby med sockenkyrkan Västra Hoby kyrka ligger i socknen. 

## Administrativ historik
Socknen har medeltida ursprung. Före den 1 januari 1886 (ändring enligt beslut den 17 april 1885) var namnet Hoby socken.
Vid kommunreformen 1862 övergick socknens ansvar för de kyrkliga frågorna till Hoby församling och för de borgerliga frågorna bildades Hoby landskommun. Landskommunen uppgick 1952 i Torns landskommun som uppgick 1967 i Lunds stad som ombildades 1971 till Lunds kommun. Församlingen uppgick 1992 i Torna församling.
1 januari 2016 inrättades distriktet Torn, med samma omfattning som Torns församling fick 1992 och vari detta sockenområde ingår.
Socknen har tillhört län, fögderier, tingslag och domsagor enligt vad som beskrivs i artikeln Torna härad. De indelta soldaterna tillhörde Södra skånska infanteriregementet, Torna kompani och Skånska husarregementet, Hoby skvadron, Landskrona kompani.

## Geografi
Västra Hoby socken ligger norr om Lund. Socknen är en odlad slättbygd.

## Fornlämningar
Boplatser, två långdösar och en gånggrift från stenåldern är funna. från bronsåldern finns fem gravhögar.

## Namnet
Namnet skrevs 1253 Hubu och kommer från kyrkbyn. Efterleden innehåller by, 'gård; by'. Förleden har en oklar tolkning..